# Burgstall Dörnhof
Der Burgstall Dörnhof ist eine abgegangene mittelalterliche Niederungsburg auf 400 m ü. NHN im Bereich des Dörnhofer Bauernhofs bei Dörnhof, einem heutigen Stadtteil von Gräfenberg im Landkreis Forchheim in Bayern.
1502 wurde die Burg als „Dürnhoff“ in einem nicht vollzogenen Kaufvertrag der Nürnberger Bürger Hans Helchner und Sebald Tucher erwähnt. Am 13. Dezember 1505 wurde von Hans Helchner jun. der „Durnhof“ als freieigener Sitz mit dem Grundbesitz an die Stadt Nürnberg verkauft. Letztmals wurde der Sitz 1547 erwähnt. Vermutlich wurde der Sitz 1553 im Zuge des Zweiten Markgrafenkrieges zerstört.
Von der ehemaligen Burganlage auf dreieckigem Burgplatz sind an der Talseite des Einödhofes noch hohe Futtermauern und an der Bergseite schwache Spuren eines Halsgrabens erkennbar.